# Força de Comando do Calistão
A Força de Comando do Calistão (em inglês:  Khalistan Commando Force, KCF) foi uma organização militante operando no estado de Punjab com membros proeminentes baseados no Canadá, Reino Unido e Paquistão. Seu objetivo é a criação de um estado sikh independente do Khalistan por meio da luta armada. De acordo com o Departamento de Estado dos EUA, e o Inspetor Geral Adjunto da Divisão de Inteligência da Polícia de Punjab, a Força de Comando do Calistão foi responsável por muitos assassinatos na Índia, incluindo o assassinato em 1995 do Ministro-Chefe do Punjab, Beant Singh. A Índia declarou e baniu a Força de Comando do Calistão como organização terrorista.

## Objetivo
A criação de um estado sikh independente do Khalistan por meio da luta armada era seu objetivo principal. A Força de Comando do Calistão tinha como alvo principal as forças de segurança indianas, incluindo a Força Policial da Reserva Central, a Força de Segurança de Fronteira e outras forças policiais. O alvo era hindus contrários ao movimento do Khalistan. A principal fonte de financiamento da Força de Comando do Calistão eram saques, assaltos a bancos e extorsões. Também estava envolvida no contrabando de armas em grande escala do Paquistão para a Índia através da fronteira internacional.

## Declínio
A Operação Black Thunder contra os militantes sikhs no Templo Dourado degradou muito a capacidade da Força de Comando do Calistão de conduzir as operações. A polícia matou Labh Singh em 12 de julho de 1988. Sua perda prejudicou a organização. Após sua morte, a Força de Comando do Calistão se dividiu em facções, incluindo aquelas lideradas por Wassan Singh Zaffarwal, Paramjit Singh Panjwar e Gurjant Singh Rajasthani.
Outro resultado da morte de Labh Singh foi o fracasso da aliança Força de Comando do Calistão - Babbar Khalsa, já que o relacionamento estabelecido por Labh Singh e Sukhdev Singh Babbar foi perdido.
A polícia e outras forças de segurança indianas capturaram ou mataram tenentes-generais e comandantes de área e, posteriormente, esmagaram muitas das facções.